# OpenWire (giao thức nhị phân)
OpenWire là một giao thức nhị puân được thiết kế để làm việc với trung gian định hướng bản tin. Đây là một định dạng wire riêng của ActiveMQ.

## Liên kết mở rộng
- OpenWire